# En el maravilloso mundo de Ingesón
The Speakers En El Maravilloso Mundo de Ingeson es el quinto y último LP de la banda bogotana Los Speakers. Grabado en cuatro meses durante 1968, luego de una gira del grupo en Ecuador, este es el primer trabajo discográfico hecho con un sistema multicanal en Colombia, lo que permitió mezclas de sonido y experimentación inéditas hasta ese momento en la historia musical del país.
Luego de ser rechazado por CBS, Phillips, Sonolux y Discos Bambucos, Manuel Drezner, dueño del estudio Ingesón, les abrió sus puertas, por entonces ubicadas en la carrera 7 con calle 22. El disco fue editado por el sello Kris, una disquera ficticia inventada por los músicos.
Gracias a las posibilidades brindadas por la "completa dotación de modernos equipos de grabación de última generación" en Ingeson, el disco tiene un característico sonido psicodélico, que se hace evidente en sus letras, arreglos, instrumentos, mezclas y efectos aplicados sobre la grabación (cintas al revés, emulación de ecos a través de loops físicos hechos con cinta magnetofónica, sintetizadores Moog procesando voces, cintas reproducidas al doble de velocidad y el uso extendido del fuzz, según el músico Mario Galeano). Por ello, es considerado una joya  de la música latinoamericana.

## Historia
Con este álbum, influenciados por los movimientos de la contracultura, las exploraciones psicodélicas y el hippismo, Los Speakers exploraron nuevos temas, sonidos y formas de componer, que transformaron su característico sonido asociado con la estética del rock anglosajón de los años 60, y denominado a-go-gó por los medios colombianos de la época.
Luego de la partida a Europa de su guitarrista, Óscar Lasprilla, Roberto Fiorilli, Rodrigo García y Humberto Monroy comienzan a planear un LP diferente a todo lo que habían hecho hasta el momento, tanto en la instrumentación, las formas de composición, producción y grabación, como en su diseño gráfico y distribución. En palabras de Fiorilli, buscaban "una producción en la cual cada uno pudiera expresar su interior, sea en música, sea en ideas gráficas, etc." a través de composiciones originales.
Teniendo un claro concepto sobre el proyecto, propusieron sus ideas a Bambuco, a Phillips, a la CBS, a Sonolux; pero la respuesta siempre fue negativa ya que lo consideraban demasiado costoso de producir y poco comercial. Ante esta situación la decisión final fue hacer una "auto-producción", es decir, hacerla con recursos propios a través de la creación de la compañía independiente Kriss. El estudio de grabación lo consiguieron hablando con Manuel Drezner, que lo prestó a cambio de recibir crédito en el título del álbum; como Fiorilli pasaba casi 8-10 horas diarias allí tocando, le dijo <<¿Qué le parece "The Speakers en El Maravilloso Mundo de Ingeson"?>>, a lo que Drezner respondió: "¡Pueden empezar desde mañana!".
En Ingeson, acompañados por David Ocampo, Los Speakers pudieron utilizar una consola Langevin de 40 canales, grabadoras Ampex de 24 tracks, micrófonos Neumann, condesadores AKG, amplificadores Westrex y monitores JBL para experimentar con facilidad. Allí grabaron con sus guitarras Falcon Gretsch y Stratocaster, su bajo Gibson EB -3, y su batería Hollywood. Probablemente influenciadas por los experimentos realizados por grupos como The Beach Boys, en su disco Pet Sounds (1966), o los Beatles en Revolver (1966) y Sgt Pepper's Lonely Hearts Club Band (1967), en el disco es posible escuchar efectos como el "tránsito de sonido de parlante a parlante en la escucha estéreo", loops y regrabaciones a distintas velocidades y creación de bloques de sonido que hacen las veces de intervalos entre las canciones. Sus letras, además, presentan una lectura de problemáticas sociales y culturales, como la Guerra Fría, la amenaza de guerra nuclear.

## El álbum
Grabado en cuatro meses, en jornadas nocturnas que empezaban a las 9 de la noche, el álbum está compuesto por doce temas grabados por los tres miembros de la banda; cada miembro compuso cuatro, que oscilan entre el pop y la experimentación ofrecida por la calidad de los equipos del estudio de Ingesón, y les permiten la exploración lírica en canciones contestatarias como "Oda a la gente mediocre", "Si la guerra es buen negocio invierte a tus hijos" y "Salmo siglo XX, era de la destrucción". Entre influencias pop y de la música del renacimiento y el barroco, críticas sociales y propuestas pacifistas, propias de la contracultura de la época, las canciones del álbum representan a cada uno de los miembros del grupo. Además, los espacios entre canción y canción presentan intervalos sonoros creados también por el grupo: un tren arrollando a un transeúnte que camina desprevenido, una bomba, o una música para televisión siendo parodiada.
En su portada aparece un dibujo del grupo hecho por el artista Ricardo Cortázar y en su interior un folleto de fotos, textos e ilustraciones, inédito hasta entonces en la historia del país, en las que participaron los artistas Augusto Rendón y Carlos Granada (ganador del Primer Premio del Salón Nacional de Pintura en 1967). El cuadernillo contiene 16 páginas, fotografías de Danilo Vitalini, montaje gráfico de Luigi Sandri, dibujos, una imitación de pastilla de LSD con el mensaje "para experiencias extrasensoriales, tráguese sin masticar", y perfume de rosas; elementos, todos, preparados por el mismo grupo. Entre los autores de los textos que acompañaban el cuadernillo se encuentran los mismos músicos, Manuel Drezner, y el escritor Darío Ruiz. Según Mario Galeano, todo el arte gráfico del disco fue impreso en los talleres litográficos de Luigi Sandri, italiano, compañero de la escuadra Go-Kart "a la que pertenecía Roberto" [Fiorilli]
Aunque inicialmente el disco fue distribuido de manera independiente, bajo el sello Kris, luego de un tímido recibimiento del público, se vendieron los derechos a Discos Universal de México (Polydor) para la explotación de la obra y poder recuperar algo de los gastos. Finalmente, se distribuyeron mil copias para venta, de las cuales se vendieron 800, lo que escasamente cubrió los gastos de producción asumidos por los integrantes del grupo. Como dato curioso, el número de catalogación de las 1000 copias era el teléfono de la casa donde vivía Fiorilli. Luego de las bajas ventas del disco, Rodrigo García regresó a su país, España, y el grupo se separó.
El disco fue reeditado y remasterizado en 2007 por el sello independiente "Salga el sol", a cargo de Mario Galeano Toro, a partir del vinilo original, ya que las cintas originales grabadas en Ingeson fueron destruidas. El CD del 2007 contiene el cuadernillo y la imitación de las pastillas de LSD, que en realidad son pastillas de chicles. Dichas pastillas fueron complicadas de conseguir debido a que la empresa que los producía había dejado de emitirlos. El disco también tuvo dos ediciones más: la del sello inglés Angle Records, de 1993, y la del sello alemán Shadow Music, de 2013.

## Listado de canciones
1. "Por la mañana" (Rodrigo García)
2. "Oda a la gente mediocre" (Roberto Fiorilli)
3. "Hay un extraño esperando en la puerta" (Humberto Monroy)
4. "Si la guerra es buen negocio, invierte a tus hijos" (Humberto Monroy)
5. "Reflejos de la olla" (Rodrigo García)
6. "Historia de un loto que floreció en otoño" (Roberto Fiorilli)
7. "Niños" (Humberto Monroy)
8. "No como antes" (Rodrigo García)
9. "La banda le hace a Ud. caer en cuenta que..." (Roberto Fiorilli)
10. "Nosotros, nuestra arcadia, nuestra hermanita pequeña, gracias por los buenos ratos" (Rodrigo García)
11. "Un sueño mágico" (Humberto Monroy)
12. "Salmo siglo XX, Era de la destrucción" (Roberto Fiorilli)

## Intérpretes
- Roberto Fiorilli - Batería, bongoes árabes, güiro y vaso.
- Humberto Monroy - Bajo, bombo, armónica y vaso.
- Rodrigo García - Guitarras, clavecín, maracas, tiple, piano, armónica, carillón, tambourine, gorgorita, marimba y bajo.